# 小亚历山德里夫卡 (别里斯拉夫区)
小亚历山德里夫卡（烏克蘭語：Мала Олександрівка），是烏克蘭南部赫爾松州別里斯拉夫區大亚历山德里夫卡市镇内的村落。始建於1803年，面積4.06平方公里，海拔高度62米，2001年人口1,725，人口密度每平方公里425.4人。